# 洪泽湖农场
洪泽湖农场，是中华人民共和国江苏省宿迁市泗洪县下辖的一个类似乡级单位。

## 行政区划
下辖以下地区：
健康社区、和平社区、朝阳社区和兴业社区。